# Блох, Эдуард
Эдуард Блох (нем. Eduard Bloch; 30 января 1872 года, Фрауэнберг, Богемия, Австро-Венгрия — 1 июня 1945 года, Нью-Йорк, США) — австрийский врач, имевший практику в Линце. До 1907 Блох был врачом семьи Адольфа Гитлера. Гитлер в ответ после аншлюса Австрии обеспечил еврея Блоха особой защитой.

## Ранние годы
Блох родился в чешском городе Фрауенберге (в настоящее время — Глубока-над-Влтавой). Изучал медицину в Праге, а затем служил в качестве врача в Австрийской армии. В 1899 году он был расквартирован в Линце, где после демобилизации в 1901 году открыл частную практику. Жил и работал в доме в стиле барокко по адресу Ландштрассе, 12. Вместе с ним здесь проживала его семья: жена Эмили (урожденная Кафка) и их дочь Гертруда, родившаяся в 1903 году. По словам Эрнст Корефа, будущего мэра Линца, Блох был в большом почете, особенно среди низших и неимущих социальных слоев. Широко известен факт, что в любой момент, даже ночью, он был готов принять пациентов. По вызову выезжал в собственном экипаже, носил броскую широкополую шляпу. Как и большинство евреев Линца в то время, был ассимилирован.

## Семейный врач Гитлеров
Первым членом семьи Гитлеров, с которым познакомился Блох, был Адольф Гитлер. В 1904 году Гитлер серьезно заболел и оказался прикованным к постели из-за болезни легких. Ему было разрешено прекратить школьное обучение и вернуться домой. Однако после проверки истории болезни Гитлера, Блох позже утверждал, что лечил подростка только от лёгких недомоганий, простуды или тонзиллита, и что Гитлер не был ни тяжелобольным, ни хилым. Он также заявил, что Гитлер не имел никаких болезней вообще, и тем более болезни легких.
В 1907 году матери Гитлера, Кларе Гитлер, был поставлен диагноз — рак молочной железы. Она умерла 21 декабря после тяжелых страданий, связанных с ежедневным приёмом иодоформа, зловонного и разъедающего средства, обычно использовавшегося в то время и прописанного Блохом. Из-за тяжёлого финансового положения семьи Гитлеров, Блох делал им скидку, иногда вообще отказываясь от оплаты. Гитлер, которому в то время было 18 лет, обещал врачу свою «вечную благодарность» за это («Ich werde Ihnen ewig dankbar sein»). Это подтверждает открытка, которую в 1908 году Гитлер отправил Блоху с заверениями в своей благодарности и почтении, и подарками собственноручно созданными Гитлером, в том числе большая картина, которая, по утверждению дочери Блоха была утрачена. Даже в 1937 году Гитлер интересовался благополучием Блоха и назвал его «Edeljude» («благородный еврей»). Блох тоже, видимо, испытывал особую нежность к семье Гитлеров, что в дальнейшем сослужило ему хорошую службу.

## Эмиграция
После присоединения Австрии к Германии в 1938 году положение австрийских евреев ухудшилось. 1 октября практика Блоха закрылась, его дочь и зять, доктор Франц Крен, эмигрировали.
После этого 62-летний Блох написал письмо Гитлеру, в котором просил о помощи, после чего ему была организована защита со стороны гестапо. Он был единственным евреем в Линце, обладавшим подобным статусом. Блох вместе с женой жили в своём доме, их никто не тревожил. Вскоре были улажены все формальности, связанные с эмиграцией в США, и, не встречая никаких препон со стороны официальных органов, врач продал свой дом по рыночной цене, что было редким случаем для евреев. Однако при выезде им было разрешено взять только эквивалент 16 рейхсмарок; обычно евреям дозволялось вывезти не более 10 рейхсмарок.
Блох эмигрировал в США в 1940 году и поселился в Бронксе по адресу 2755 Крестон-авеню, Нью-Йорк. Он не смог заново открыть практику, так как его австро-венгерский диплом не признавался в США. Он умер в 1945 году от рака желудка в возрасте 73 лет, всего через месяц после смерти Адольфа Гитлера. Похоронен на кладбище Бет-Дэвид в Элмонте, штат Нью-Йорк.

## Опросы и мемуары
В 1941 и 1943 года Блох был опрошен Управлением стратегических служб (предшествествующей ЦРУ организацией) на предмет информации о детстве Гитлера.
Он также опубликовал воспоминания о встречах с будущим фюрером в еженедельнике Collier’s Weekly, в которых нарисовал весьма положительный портрет молодого Гитлера, написав, что тот не был ни грубияном, ни грязнулей, ни невежей: «Это просто ложь. В молодости он был тихим, воспитанным и аккуратно одетым. Он терпеливо ждал своей очереди, как и любой 14-15-летний подросток, кланялся в знак уважения и всегда вежливо благодарил врача. Как многие молодые люди Линца, он носил короткие кожаные штаны и зелёную шерстяную шапку с пером. Он был высоким, бледным и выглядел старше своих лет. Его глаза, доставшиеся ему от матери, были большими, меланхоличными и задумчивыми. В огромной степени этот юноша был замкнут, о чём он мечтал, я не знаю».
Блох также упоминал, что наиболее яркой чертой Гитлера была любовь к матери: «Хотя Гитлер не был маменькиным сынком в обычном смысле слова, я никогда не видел более близкие отношения. Их любовь была взаимной. Клара Гитлер обожала сына. Она, когда было возможно, позволяла ему делать всё так, как он хочет. Например, ей нравились его акварели, и она поддерживала в нём амбиции художника в противоположность отцу, и чего ей это стоило, остаётся лишь гадать». При этом Блох категорически отрицал, что любовь Гитлера к матери носила патологический характер.
В воспоминаниях Блоха Гитлер, узнав о неизбежной скорой смерти матери, предстаёт «самым грустным человеком из всех, кого я видел». Клару Гитлер врач помнит как «благочестивую и добрую» женщину. «Sie würde sich im Grabe herumdrehen, wenn sie wüsste, was aus ihm geworden ist» — «Она перевернулась бы в могиле, если бы узнала, кем стал её сын». По воспоминаниям Блоха, после смерти Клары семья Гитлеров оказалась в бедственном положении. Он отмечал, что Клара Гитлер жила бережливо и не предавалась даже самой мелкой расточительности.

## Работы о Блохе
Несмотря на особое отношение Гитлера к Блоху, историк Рудольф Бинион считает, что врач был одним из факторов антисемитизма Гитлера, позднее приведшего к Холокосту. Историк Бригитта Хаманн отстаивает иную точку зрения, утверждая, что антисемитизм Гитлера зародился позднее, когда Гитлер покинул Вену.
Среди людей, знавших Блоха, была Хедда Вагнер, писательница и сторонник борьбы за права женщин, которая посвятила Блоху книгу. Писатель Джей Нойгеборен в романе 1940 описывает Бронкс и события, касавшиеся Эдуарда Блоха.

## Образ Эдуарда Блоха в кино
- «Гитлер: Восхождение дьявола» / «Hitler: The Rise of Evil» (Канада, США; 2003), режиссёр Кристиан Дюге, в роли доктора Эдуарда Блоха — Ричард Кац[13].
- Документальный сериал «Timewatch», эпизод «Inside the Mind of Adolf Hitler» (Великобритания, 2005), режиссёр Дэвид Стюарт, в роли доктора Эдуарда Блоха — Эндрю Закс[13].